# Jóia (album)
Jóia è un album in studio del cantautore brasiliano Caetano Veloso, pubblicato nel 1975.

## Tracce
Testi e musiche di Caetano Veloso, eccetto dove indicato.
1. Minha mulher – 4:46
2. Guá (Perinho Albuquerque, Veloso) – 3:13
3. Pelos olhos – 2:35
4. Asa, Asa – 1:36
5. Lua, lua, lua, lua – 3:59
6. Canto do povo de um lugar – 4:11
7. Pipoca moderna (Sebastião Biano, Caetano Veloso) – 3:11
8. Jóia – 1:27
9. Help (John Lennon, Paul McCartney) – 2:30
10. Gravidade – 2:55
11. Tudo tudo tudo – 2:00
12. Na asa do vento (Luiz Vieira, João do Vale) – 4:08
13. Escapulário (Oswald de Andrade, Caetano Veloso) – 2:17